# Monastýr svatého Gorazda
Monastýr svatého Gorazda, celým názvem Pravoslavný monastýr svatého mučedníka biskupa Gorazda, je pravoslavný mužský klášter vybudovaný jako památník Matěje Pavlíka, pozdějšího biskupa svatého Gorazda II. (1879–1942), v jeho rodišti Hrubé Vrbce. Monaši (pravoslavní mniši) se zde v každodenní modlitbě a ve službě Boží snaží o oživení a o zachování pravoslavné, cyrilometodějské církevní tradice, která byla na Moravu přinesena z Byzantské říše před více než tisíci lety.

## Historie
Původně byl v Hrubé Vrbce r. 1989 vybudován památník biskupa sv. Gorazda II. s expozicí. O vybudování památníku se zasloužil pravoslavný kněz Alexandr Novák ze Znojma společně s místní obyvatelkou sestrou Gorazdou (vlastním jménem Růžena Prachařová, rozená Pavlíková). V r. 1992 byl rozšířen o monastýr. Nejedná se přímo o rodný dům sv. Gorazda, protože ten se nepodařilo vykoupit, ale stojí nedaleko a je na něm umístěna pamětní deska. Prvním představeným monastýru byl schiarchimandrita Kyril (Jaroslav Pospíšil, 1927–2003), spolu s ním obývaly klášter jen dvě další osoby. Po smrti schiarchimandrity, který je pochován u zdi monastýru, se stal představeným Jáchym (Roman Hrdý), pozdější biskup hodonínský (2009–2014), arcibiskup pražský (2014–2015) a posléze titulární arcibiskup berounský. Za jeho působení zaznamenal monastýr velký rozkvět.
Původně byl monastýr budován stylově s respektem k Horňácké tradici, pouze s dřevěnou věžičkou krytou šindelem. V roce 2017 však proběhla celková rekonstrukce, která původní vzhled stavby zásadně změnila. Z této doby pochází dvě výrazné zlaté věžičky na hlavní budově zhotovené po vzoru východní Evropy.

## Činnost
V monastýru se organizují dětské tábory a jiná setkání, ubytovací prostory dávají možnost spočinutí poutníkům, po domluvě i na několik dní, v monastýru je k dispozici 17 lůžek pro poutníky a hosty.

## Kaple
Součástí monastýru je i kaple, kterou vyzdobil freskami Ľubomír Kupec, slovenský kněz působící nyní v Americe. Na čelní fresce je zobrazen Kristus s Pannou Marií a Janem Křtitelem, na bočních stěnách je ukřižovaný Kristus s matkou a apoštolem Janem, sv. Cyril a Metoděj a dále čeští světci sv. Václav, sv. Ludmila, sv. Ivan, sv. Prokop a sv. Gorazd.